# Tønning Sogn
Tønning Sogn er et sogn i Horsens Provsti (Århus Stift).
I 1800-tallet var Træden Sogn anneks til Tønning Sogn. Begge sogne hørte til Tyrsting Herred i Skanderborg Amt. Tønning-Træden sognekommune blev ved kommunalreformen i 1970 indlemmet i Brædstrup Kommune, der ved strukturreformen i 2007 indgik i Horsens Kommune.
I Tønning Sogn ligger Tønning Kirke.
I sognet findes følgende autoriserede stednavne:
- Gammelstrup (bebyggelse, ejerlav)
- Grumstedbjerg (bebyggelse)
- Trebjerg Høje (areal)
- Troelstrup (bebyggelse, ejerlav)
- Tønning (bebyggelse, ejerlav)